# Sainte-Ode
Sainte-Ode é um município da Bélgica localizado no distrito de Bastogne, província de Luxemburgo, região da Valônia.